# Đường chúng ta đi
"Đường chúng ta đi" là bài hát được nhạc sĩ Huy Du (1926 - 2007) phổ nhạc từ bài thơ của nhà thơ Xuân Sách. Bài hát được hoàn thiện vào năm 1968 - giữa lúc cuộc chiến tranh Việt Nam đang diễn ra ác liệt. Đây là bài hát có sức sống lâu bền trong đời sống âm nhạc của nhân dân Việt Nam. Tên của bài hát được đặt cho chương trình Con đường âm nhạc số 18: Đường chúng ta đi với khách mời là nhạc sĩ Huy Du diễn ra 3 tháng 6 năm 2007 tại Cung Văn hóa Hữu nghị Hà Nội, truyền trực tiếp trên sóng VTV3 Đài Truyền hình Việt Nam.

## Nội dung
Bài hát viết ở nhịp 4/4 và được chia ra làm 3 đoạn:
- Đoạn một với nét nhạc dàn trải, mô tả đất nước Việt Nam tươi đẹp khi cuộc chiến tranh còn nhiều gian lao, vất vả nhưng toàn dân vẫn tin tưởng vào sự lãnh đạo của Đảng Cộng sản Việt Nam và Chủ tịch Hồ Chí Minh (1890 - 1969), hướng về ngày mai tươi sáng của dân tộc.
- Đoạn hai với tiết tấu sôi động, dồn dập như thúc dục quân và dân nhanh bước trên con đường giải phóng quê hương.
- Đoạn ba trở lại với không khí âm nhạc tương tự như đoạn một. Ở đây giai điệu mang tính kêu gọi, thôi thúc toàn dân tộc vững bước tới ngày toàn thắng.[1]

## Lời bài hát
Việt Nam, trên đường chúng ta đi,
Nghe gió thổi đồng xanh quê ta đó,
Nghe sóng biển ầm vang xa tận tới chân trời,
Nghe ấm lòng những khi đang dồn bước,
Mà vui sao ta chẳng nói nên lời.
Dặm đường xa, ta đi giữa mùa xuân,
Ta đi giữa tình thương của Đảng,
Tiếng Bác Hồ rung động mãi trong tim.
Đường ta đi ánh lửa soi đêm dài,
Đường ta về trong nắng ấm ban mai.
Việt Nam, Việt Nam, qua từng bước gian nan,
Lớn lên rồi đẹp những mùa xuân.
ĐK (x 2)
Ta đi qua phố qua làng,
Ngọn đèn sáng giục lòng ta đó.
Lời mẹ nói ấm lành ngọn gió,
Đàn em vui ríu rít mái trường.
Ta đi đường rợp bóng hàng dương,
Đất bom đào đã lên màu cỏ mới.
Những cặp mắt đêm đêm trông đợi,
Chiến trường xa dồn dập những chiến công.
Kết:
Miền Nam ơi, miền Nam,
Ơi những dòng sông soi bóng dừa xanh,
Những đỉnh núi mây mù xa tắp,
Ta sẽ đến nơi đâu còn giặc,
Ta chưa về khi Tổ quốc chưa yên,

Việt Nam, Việt Nam, ôi Tổ quốc vinh quang!

## Nhận định
Bài hát Đường chúng ta đi được xếp vào những bài hát hay nhất trong thời kỳ chiến tranh Việt Nam. Không những thế, nó còn cổ vũ ý chí cho nhân dân Việt Nam lúc bấy giờ, bài hát vừa mang ý nghĩa nhân đạo vừa mang tính thời đại quan trọng.

## Các ca sĩ thể hiện
Bài hát Đường chúng ta đi được thu thanh từ đầu năm 1969 vào tối giao thừa Tết Âm lịch do NSUT Kim Oanh đơn ca. Năm 1972, bài hát này được Nghệ sĩ Nhân dân Doãn Tần thể hiện trên sóng Đài tiếng nói Việt Nam và để lại dấu ấn sâu sắc cho nhiều thế hệ. Tại Liên hoan tiếng hát sinh viên năm 1998, Đường chúng ta đi được tam ca Đăng Dương - Trọng Tấn - Việt Hoàn thể hiện và nhanh chóng giành được chỗ đứng vững chắc trong lòng khán giả.